# Uftrungen

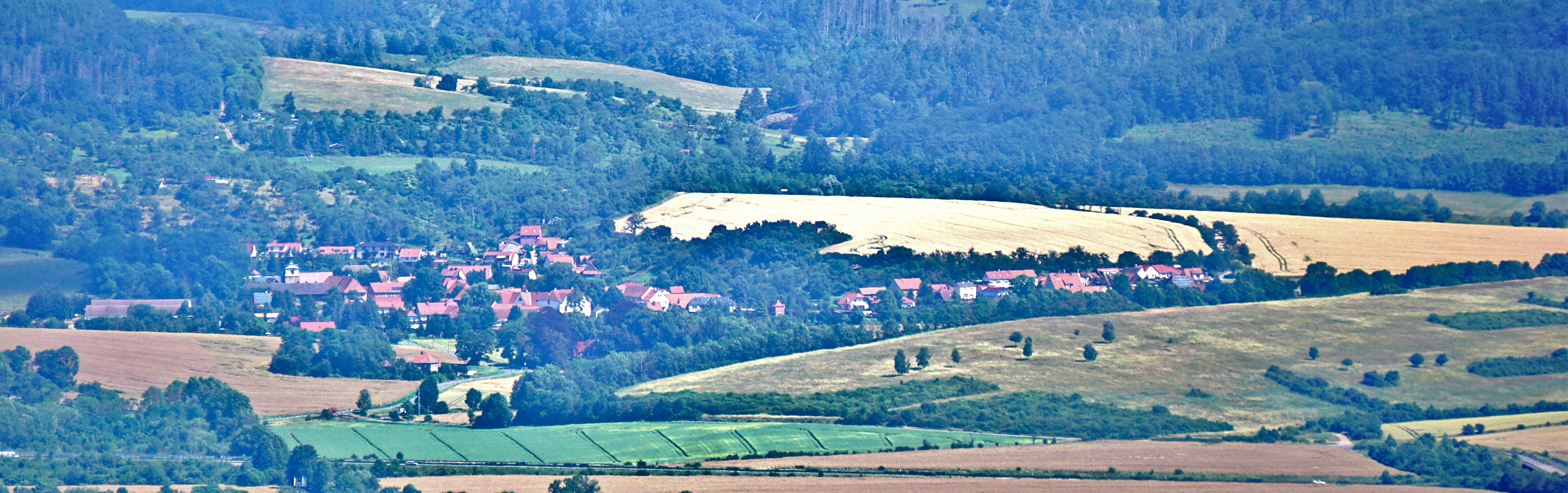
Uftrungen vom Kyffhäuserdenkmal aus gesehen

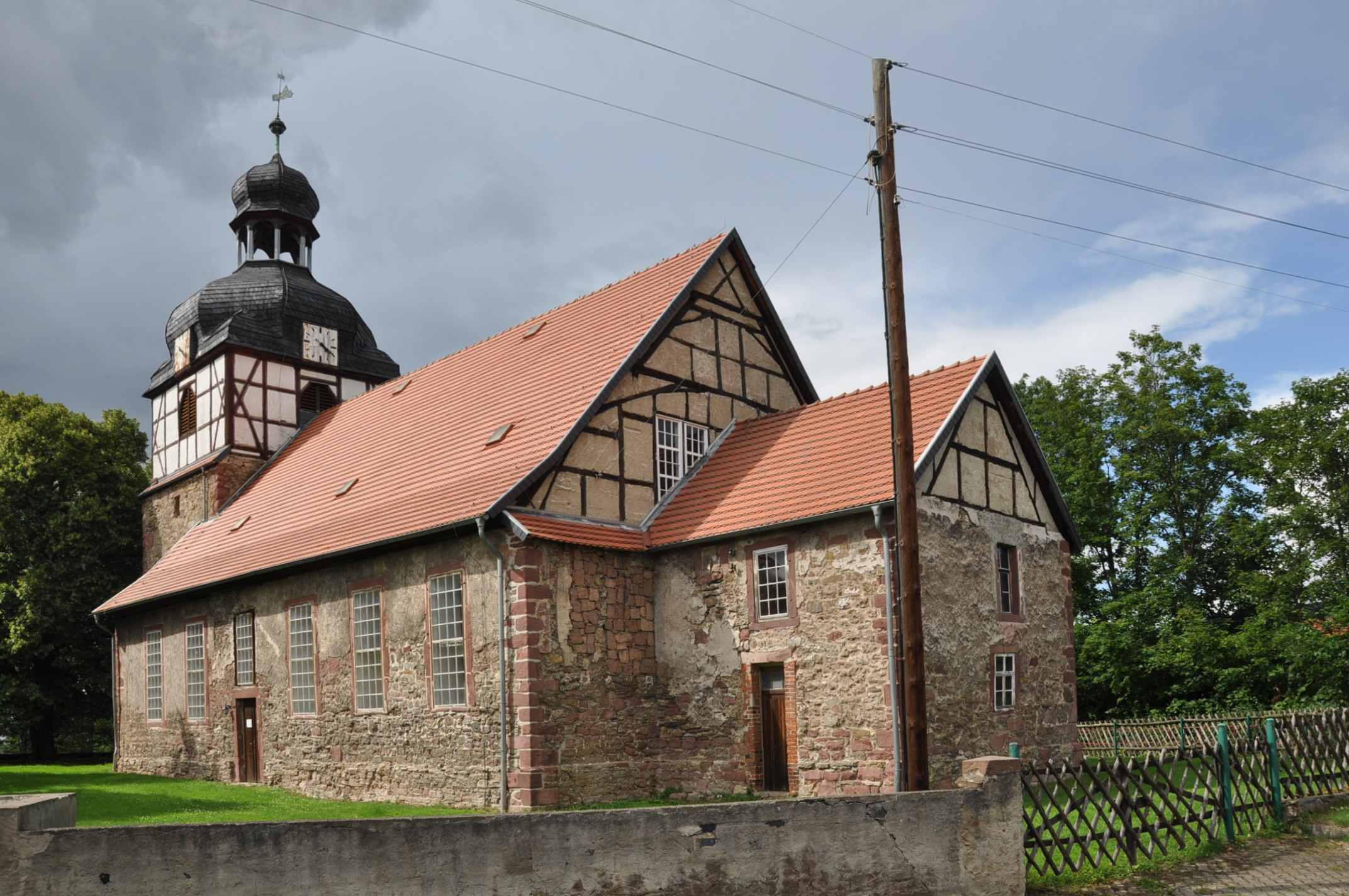
Die St.-Andreas-Kirche

Uftrungen ist ein Ortsteil der Gemeinde Südharz im Landkreis Mansfeld-Südharz, Sachsen-Anhalt, Deutschland.

## Geografische Lage
Uftrungen liegt im Südharz an der Landesstraße 236 zwischen Stolberg (Harz) und Berga. Durch den Ort fließt die Hasel. Sie mündet südwestlich von Uftrungen in die Thyra. Unweit davon befindet sich die 1357 erstmals erwähnte Gipshöhle Heimkehle, die ein beliebtes Ausflugsziel ist.

## Geschichte
Uftrungen wurde zwischen den Jahren 802 bis 817 erstmals urkundlich genannt.
Uftrungen unterstand zunächst den Grafen von Beichlingen-Rothenburg, gelangte dann an die Hohnsteiner und 1341 an die Grafen zu Stolberg. Im November 1437 erlitten die Halberstädter nahe Uftrungen eine militärische Niederlage in einer der zahlreichen Fehden dieses Jahrhunderts. 
Am 6. Juli 1719 wurde das Dorf vom Grafen Christoph Friedrich zu Stolberg-Stolberg an seinen Bruder Jost Christian zu Stolberg-Roßla abgetreten, der hier einen Amtssitz der Grafschaft Stolberg-Roßla einrichtete. Bis 1815 stand Uftrungen unter der Oberhoheit des Königreichs Sachsen und gelangte dann an den Regierungsbezirk Merseburg der preußischen Provinz Sachsen. 1819 lebten in Uftrungen 903 Einwohner in 182 Häusern.
Während des Zweiten Weltkrieges schufteten in der Karsthöhle Heimkehle etwa 1.500 KZ-Häftlinge aus dem Außenlager Rottleberode des KZ Mittelbau-Dora bei der Rüstungsproduktion für die Junkers-Werke in Dessau. Nach ihrem Abtransport im April 1945 kamen 1.000 von ihnen beim Massaker in der Feldscheune von Isenschnibbe ums Leben, 300 weitere bei einem folgenden Todesmarsch.
Von 1952 bis 1990 gehörte Uftrungen zum DDR-Bezirk Halle.
Zu DDR-Zeiten errichtete und unterhielt der VEB Bau-Union Halle das Betriebs-Ferienlager „Katja Niederkirchner“ für die Kinder seiner Betriebsangehörigen.
Am 1. Januar 2010 schlossen sich die Gemeinden Uftrungen, Bennungen, Breitenstein, Breitungen, Dietersdorf, Drebsdorf, Hainrode, Hayn (Harz), Kleinleinungen, Questenberg, Roßla, Rottleberode und Schwenda zur neuen Gemeinde Südharz zusammen. Gleichzeitig wurde die Verwaltungsgemeinschaft Roßla-Südharz, zu der Uftrungen gehörte, aufgelöst.

## Gedenkstätten
- Monumentalbild des Künstlers Wilhelm Schmied aus dem Jahre 1971 in der Gedenkstätte in der Heimkehle zur Erinnerung an die Opfer von Zwangsarbeit
- Gedenkstein am Parkplatz vor der Heimkehle mit Hinweistafel aus dem Jahr 2005 zur Erinnerung an die zur Zwangsarbeit  in die Heimkehle getriebenen Häftlinge aus dem Außenlager Rottleberode des KZ Mittelbau-Dora

## Verkehr
Der Ort liegt an der Eisenbahnstrecke zwischen Berga-Kelbra und Stolberg (Thyraliesel). Der Fahrbetrieb im Personenverkehr zwischen Berga-Kelbra und Stolberg über Uftrungen wurde jedoch zum Fahrplanwechsel im Dezember 2011 eingestellt und die Strecke stillgelegt.
Der öffentliche Personennahverkehr wird unter anderem durch den TaktBus des Bahn-Bus-Landesnetz Sachsen-Anhalt erbracht. Folgende Verbindung der Verkehrsgesellschaft Südharz führt durch Rottleberode:
- Linie 450: Sangerhausen – Tilleda – Berga – Uftrungen – Stolberg – Breitenstein

## Personen

### In Uftrungen geboren
- August Jäger (1876–1962), Autor des seinerzeit umfangreichsten Rosenlexikons der Welt[4][5]
- Ludwig Wilhelm August von Ebra (1759–1818), preußischer Generalleutnant, Militärgouverneur zwischen Elbe und Weser
- Hugo Preller (1886–1968), Historiker

## Sehenswürdigkeiten
- Heimkehle
- St.-Andreas-Kirche; barocker Saalbau, der von 1732 bis 1734 erbaut wurde.
- Wüstung Bernecke